# Giwi Dżawachiszwili
Giwi Dżawachiszwili (gruz. გივი ჯავახიშვილი, ur. 5 września?/18 września 1912 w Tbilisi, zm. 10 listopada 1985 tamże) – radziecki i gruziński polityk, przewodniczący Prezydium Rady Najwyższej Gruzińskiej SRR w latach 1952-1953, przewodniczący Rady Ministrów Gruzińskiej SRR w latach 1953-1975.
Od 1940 w WKP(b), 1942-1944 kierownik wydziału Komisji Planowania Gospodarczego Rady Komisarzy Ludowych Gruzińskiej SRR, 1944-1945 instruktor Wydziału Paliw i Energetyki KC Komunistycznej Partii (bolszewików) Gruzji, 1945-1947 zastępca kierownika tego Wydziału, 1947-1948 zastępca sekretarza KC KP(b)G ds. paliw i energetyki, 1948-1952 kierownik Wydziału Przemysłu Ciężkiego KP(b)G. 1952 przewodniczący komitetu wykonawczego Rady Miasta Tbilisi. Od 6 kwietnia 1952 do 15 kwietnia 1953 przewodniczący Rady Najwyższej Gruzińskiej SRR, a od 21 września 1953 do 17 grudnia 1975 przewodniczący Rady Ministrów Gruzińskiej SRR. 1952-1953 kandydat na członka Biura Politycznego KC Komunistycznej Partii Gruzji. Od 25 lutego 1956 do 24 lutego 1976 członek KC KPZR. Deputowany do Rady Najwyższej ZSRR od 4 do 9 kadencji.

## Odznaczenia
- Order Lenina (dwukrotnie)
- Order Rewolucji Październikowej
- Order Czerwonego Sztandaru Pracy
- Order „Znak Honoru”